# Хараи, Балаж
Балаж Хараи (венг. Hárai Balázs; род. 5 апреля 1987, Будапешт) — венгерский ватерполист, игрок сборной Венгрии. Бронзовый призёр летних Олимпийских игр 2020 года, чемпион мира 2013 года, чемпион Европы 2020 года. Участник четырёх летних Олимпийских игр (2012, 2016, 2020 и 2024 годов).

## Карьера
На клубном уровне Балаж Хараи начинал играть в «Budapesti VSC», затем присоединился к «Domino-BHSE». В 2008 году переехал в Эгер, а с 2010 по 2012 годы играл за «Гонвед Будапешт». Становился чемпионом Венгрии в 2006 и 2007 годах и в общей сложности четыре раза становился обладателем Кубка Венгрии.
С 2008 года привлекался к выступлениям за первую национальную сборную. На чемпионате Европы 2012 года в составе сборной становился бронзовым призёром. Принял участие в летних Олимпийских играх в Лондоне, где сборная Венгрии уступила в четвертьфинале Италии и заняла итоговое пятое место.
В Барселоне в 2013 году на чемпионате мира по водным видам спорта стал обладателем золотой медали. В 2014 году на чемпионате Европы в Будапеште в составе национальной сборной стал серебряным призёром турнира.
На чемпионате Европы в Белграде завоевал бронзовую медаль. Принял участие в летних Олимпийских играх 2016 года в Бразилии, где венгры выиграли свою предварительную группу, но проиграли черногорцам в четвертьфинале в послематчевой серии штрафных бросков. В итоге на Олимпийском турнире венгры заняли пятое место. В 2017 году на домашнем чемпионате мира стал серебряным призёром.
В 2020 году на домашнем чемпионате Европы венгерская сборная, в составе которой выступал Балаж, завоевала золотые медали. В финальном матче Венгрия переиграла сборную Испании в серии послематчевых штрафных бросков.
В 2021 году принимал участие в летних Олимпийских играх в Токио, где венгры стали бронзовыми призёрами турнира.
На Олимпийских играх 2024 года в Париже Хараи и сборная Венгрии уступили американцам в серии послематчевых штрафных бросков в поединке за бронзовые медали, оставшись на четвёртом месте.

## Награды
- Серебряный крест Заслуги (2012).
- Золотой крест Заслуги (2021).